# Coccodiella polymorpha
Coccodiella polymorpha är en svampart som först beskrevs av Lyon ex F. Stevens, och fick sitt nu gällande namn av I. Hino & Katum. 1968. Coccodiella polymorpha ingår i släktet Coccodiella och familjen Phyllachoraceae.   Inga underarter finns listade i Catalogue of Life.